# (5125) Okushiri
(5125) Okushiri ist ein Asteroid des Hauptgürtels, der am 10. Februar 1989 von den japanischen Astronomen Seiji Ueda und Hiroshi Kaneda an der Sternwarte in Kushiro entdeckt wurde.
Der Asteroid wurde am 24. Dezember 1996 nach der Insel Okushiri in der Präfektur Hokkaidō benannt.